# Microgale longicaudata
Microgale longicaudata är en däggdjursart som beskrevs av Thomas 1882. Microgale longicaudata ingår i släktet långsvanstanrekar, och familjen tanrekar. IUCN kategoriserar arten globalt som livskraftig. Inga underarter finns listade i Catalogue of Life.
Arten förekommer med två från varandra skilda populationer på Madagaskar. Utbredningsområdet av populationen på centrala Madagaskar ligger 500 till 2500 meter över havet. Den norra populationen är kanske en underart eller art, den får då artepitet prolixicaudata. Habitatet utgörs av tropiska fuktiga skogar.
Denna tanrek blir med svans 75 till 158 mm lång och väger 5 till 12 g. Svansen är längre än huvudet och bålen tillsammans och den används som gripverktyg. Den har 47 svanskotor vad som är mycket jämförd med andra däggdjur. Bara vissa myrkottar har fler svanskotor. Med sina stora bakfötter har arten bra förmåga att klättra i träd. I den allmänna kroppsformen påminner Microgale longicaudata om en näbbmus. Pälsen är mörk på ovansidan och ljusare vid buken. Tandformeln är I 3/3 C 1/1 P 3/3 M 3/3, alltså 40 tänder.
Individerna är aktiva på natten och jagar olika ryggradslösa djur som skalbaggar, steklar, gräshoppor, spindeldjur och märlkräftor. Arten faller själv offer för trädlevande kräldjur, rovdjur eller rovfåglar. Fortplantningssättet antas vara lika som hos andra långsvanstanrekar.